# Haurkuning (Paseh)
Haurkuning is een bestuurslaag in het regentschap Sumedang van de provincie West-Java, Indonesië. Haurkuning telt 2303 inwoners (volkstelling 2010).